# Enneastigma trisetarium
Enneastigma trisetarium är en tvåvingeart som först beskrevs av Stein 1900.  Enneastigma trisetarium ingår i släktet Enneastigma och familjen blomsterflugor. Inga underarter finns listade i Catalogue of Life.